# Чернігівська виборча округа
Чернігівська виборча округа (рос. Черниговский избирательный округ) — виборчий округ, створений для виборів до Всеросійських установчих зборів 1917 року. Охоплював Чернігівську губернію.
Чернігівщина була тоді аграрним краєм. У більшості повітів більшовицька партія була відсутня, а в інших слабка. Але солдати, що поверталися, які склали приблизно чверть електорату, посприяли збільшенню кількості голосів за більшовиків.

## Результати
| Партія                                                                      | Голоси  | %     | Місця |
| --------------------------------------------------------------------------- | ------- | ----- | ----- |
| Список 10 — Українські соціалісти-революціонери                             | 484.156 | 49,73 | 9     |
| Список 9 — Більшовики                                                       | 271.174 | 27,85 | 4     |
| Список 1 — Есери                                                            | 105.565 | 10,84 | 1     |
| Список 7 — Кадети                                                           | 28.864  | 2,96  |       |
| Список 4 — Єврейський національний комітет                                  | 28.308  | 2,91  |       |
| Список 15 — Позапартійні громадські діячі                                   | 12.050  | 1,24  |       |
| Список 14 — Землевласники                                                   | 11.857  | 1,22  |       |
| Список 2 — Меншовики                                                        | 10.813  | 1,11  |       |
| Список 3 — Блок українських соціалістів-федералістів і народних соціалістів | 10.089  | 1,04  |       |
| Список 5 — Старовіри                                                        | 4.858   | 0,50  |       |
| Список 11 — Поалей-Ціон                                                     | 2.808   | 0,29  |       |
| Список 8 — Трудове селянство                                                | 1.020   | 0,10  |       |
| Список 13 — Службовці державних установ                                     | 1.005   | 0,10  |       |
| Список 6 — Селяни Мглинського повіту                                        | 538     | 0,06  |       |
| Список 12 — Торговельно-промислова буржуазія                                | 525     | 0,05  |       |
| Загалом:                                                                    | 973.630 |       | 14    |

| Бош Євгенія Богданівна                    | більшовики                          |
| Брешко-Брешковська Катерина Костянтинівна | есери                               |
| Ковалевський Іполит Дмитрович             | українські соціалісти-революціонери |
| Ковбаса Тит Васильович                    | українські соціалісти-революціонери |
| Костенецький Василь Омелянович            | українські соціалісти-революціонери |
| Кузьменко Андрій Захарович                | українські соціалісти-революціонери |
| Лашкевич В'ячеслав Іванович               | українські соціалісти-революціонери |
| Мотора Федір Євтихієвич                   | більшовики                          |
| Одинець Гаврило Матвійович                | українські соціалісти-революціонери |
| П'ятаков Георгій Леонідович               | більшовики                          |
| Риндич Адріан Пилипович                   | більшовики                          |
| Саєнко Микола Ферапонтович                | українські соціалісти-революціонери |
| Шаповал Микита Юхимович                   | українські соціалісти-революціонери |
| Шраг Микола Ілліч                         | українські соціалісти-революціонери |